# Бофорт, Фрэнсис
Сэр Фрэ́нсис Бо́форт (англ. Sir Francis Beaufort, KCB, FRS, FRGS, FRAS, MRIA; 7 мая 1774, Ан-Уавь — 17 декабря 1857, Хов) — британский контр-адмирал, военный гидрограф и картограф.
Разработал в 1805 году двенадцатибалльную шкалу оценки скорости ветра по его действию на наземные предметы и по волнению моря. В 1838 году шкала Бофорта была принята на английском флоте, а потом — моряками всего мира. С 1829 по 1855 годы руководил гидрографической службой Великобритании. В 1831 году стал одним из инициаторов создания будущего Королевского объединённого института оборонных исследований. Был избран членом Ирландской королевской академии.

## Ранний период жизни
Фрэнсис Бофор происходил из семьи французских гугенотов, которые в шестнадцатом веке бежали в Великобританию от французских религиозных войн. Его родители переехали в Ирландию из Лондона. Его отец, Даниэль Август Бофор, был протестантским священнослужителем в Ан-Уавь, графство Мит, Ирландия, и членом Ирландской королевской академии. Его мать Мэри была дочерью и сонаследницей Уильяма Уоллера из Дома Алленстауна. Фрэнсис родился в Ан-Уавь 27 мая 1774 года. У него был старший брат Уильям Луи Бофорт и три сестры Фрэнсис, Гарриет и Луиза. Его отец создал и опубликовал новую карту Ирландии в 1792 году.
Фрэнсис рос в Уэльсе и Ирландии. В четырнадцать лет  он бросил школу и ушёл в море, хотя никогда не прекращал свое образование. Позже он стал достаточно образованным, чтобы общаться с некоторыми из величайших ученых и прикладных математиков своего времени, включая Джона Гершеля, Джорджа Бидделла Эйри и Чарльза Бэббиджа.
Фрэнсис Бофорт на протяжении всей жизни прекрасно понимал ценность точных карт для моряков по собственному опыту, так как он потерпел кораблекрушение в возрасте пятнадцати лет из-за неправильной карты. Самые значительные достижения Бофорта были связаны с навигационными картами.

## Карьера

### Ранняя военно-морская карьера
Начиная с торгового судна британской Ост-Индской компании, Бофорт поднялся (во время наполеоновских войн) на мичмана, лейтенанта (10 мая 1796 года) и командира (13 ноября 1800 года). Он служил на пятом курсе фрегата HMS Aquilon во время битвы за Славное Первого июня, когда Аквилон спас разрушенную HMS Defense и обменялся бортами с французским линейным кораблем Impetueux.
Во время службы в HMS Phaeton, Бофорт был тяжело ранен, возглавив операцию по вырезанию из Малаги в 1800 году; Действие привело к захвату 14-пушечной полакки Кальпе. Во время выздоровления, во время которого он получил «ничтожную» пенсию в размере 45 фунтов стерлингов, он помог своему зятю Ричарду Ловеллу Эджуорту построить линию семафоров от Дублина до Голуэя. Он потратил два года на эту деятельность, за что не принял бы вознаграждение.

### Команда
Бофорт вернулся на действительную службу и был назначен капитаном (30 мая 1810 г.) в Королевском флоте. В то время как другие офицеры военного времени искали неторопливую погоню, Бофорт проводил свободное время, беря зондирования и ориентиры, проводя астрономические наблюдения для определения долготы и широты и измеряя береговые линии. Его результаты были собраны в новых диаграммах.
Адмиралтейство дало Бофорту его первое командование кораблем, HMS Woolwich. Он отплыл её в Ост-Индию и сопровождал конвой из Ост-Индии в Британию. Затем Адмиралтейство поручило ему провести гидрографическое исследование устья реки Рио-де-ла-Плата в Южной Америке. Эксперты были очень впечатлены опросом, который принес Бофорт. В частности, Александр Дэлримпл заметил в записке для Адмиралтейства в марте 1808 года, что «у нас на службе мало офицеров (на самом деле я не знаю одного), у которых есть половина его профессиональных знаний и способностей, и в рвении и настойчивости он не может быть превосходным» ».

### Анатолия
После Вулиджа Бофорт получил свою первую должность капитана, командуя Фредерикштейном. В течение 1811–1812 годов Бофорт составлял карту и исследовал южную Анатолию, обнаружив множество классических руин. Нападение на экипаж его лодки (в Аясе, недалеко от Аданы) турками прервало его работу, и он получил серьезное пулевое ранение в бедро. Он вернулся в Англию и составил свои карты. В 1817 году он опубликовал свою книгу «Карамания»; или краткое описание южного побережья Малой Азии и остатков древности.

### Гидрограф на флоте
В 1829 году Бофорт был избран членом Королевского астрономического общества, и в возрасте 55 лет (возраст выхода на пенсию для большинства административных современников) Бофорт был назначен гидрографом британского адмиралтейского флота. Служил на этом посту 25 лет. Бофорт превратил то, что было второстепенным хранилищем карт, в лучшее в мире учреждение по геодезии и картографии. Некоторые из превосходных графиков, выпущенных Офисом, все ещё используются сегодня.
За время своего пребывания в должности он взял на себя управление большими астрономическими обсерваториями в Гринвиче, Англия, и на мысе Доброй Надежды в Африке. Бофорт руководил некоторыми из крупных морских исследований и экспериментов того периода. В течение восьми лет он руководил Арктическим советом во время его поисков исследователя сэра Джона Франклина, который был потерян во время своего последнего полярного плавания в поисках легендарного Северо-Западного прохода. Будучи членом совета Королевского общества, Королевской обсерватории и Королевского географического общества (которое он помог основать), Бофорт использовал свое положение и престиж в качестве высшего администратора, чтобы выступать в качестве «посредника» для многих ученых своего времени. Бофорт представлял географов, астрономов, океанографов, геодезистов и метеорологов в этом правительственном агентстве, Гидрографическом бюро, которое могло бы поддержать их исследования.
Бофорт обучил Роберта Фитцроя, который был временно подчинен разведывательному кораблю HMS Beagle после того, как её предыдущий капитан покончил жизнь самоубийством. Когда Фитцрой был вновь назначен командиром того, что стало знаменитым вторым путешествием «Бигля», он попросил Бофорта «найти хорошо образованного и ученого джентльмена» в качестве компаньона в путешествии. Запросы Бофорта привели к приглашению Чарльза Дарвина, который позже использовал свои открытия в формулировке теории эволюции, которую он представил в своей книге «Происхождение видов».
Преодолев множество возражений, Бофорт получил от правительства Джеймса Кларка Росса правительственную поддержку антарктического путешествия 1839–1843 годов для проведения широких измерений земного магнетизма, согласованных с аналогичными измерениями в Европе и Азии. (Это сопоставимо с Международным геофизическим годом нашего времени.)
Бофорт способствовал созданию надежных таблиц приливов и отливов у берегов Великобритании, вдохновляя на подобные исследования в Европе и Северной Америке. Помогая своему другу Уильяму Уивеллу, Бофорт получил поддержку премьер-министра герцога Веллингтона в расширении ведения учёта на 200 британских береговых станциях береговой охраны. Бофорт с энтузиазмом поддерживал своего друга сэра Джорджа Эйри, королевского астронома и известного математика, в достижении исторического периода измерений обсерваториями Гринвича и Доброй Надежды.

### Отставка
Бофорт ушёл в отставку из Королевского флота в звании контр-адмирала 1 октября 1846 года в возрасте 72 лет. Он стал «сэром Фрэнсисом Бофортом» после назначения на должность ККБ (рыцаря-командира бани) 29 апреля 1848 года, относительно запоздалого почетного солдата. учитывая возвышение его положения с 1829 года.

## Личная жизнь
Он женился на Алисии Магдалене Уилсон. Их сын, Фрэнсис Лесток Бофор (1815—1879), позже отправился в Индию и служил в Бенгалии на гражданской службе, с 1837 по 1876 год. Он был судьёй двадцати лет. Четырёх Пургунн, [прояснить] Калькутта. Он был автором известного «Сборника уголовно-процессуальных норм в Бенгалии» (1850) и умер в 1879 году. Младшая дочь Бофорта Эмили Энн Смайт была героем Болгарии, писателем, иллюстратором. и сторонник изменений в обучении медсестер.
Элис Бофор умерла 27 августа 1834 года. Фрэнсис Бофорт снова женился в 1838 году на Хоноре Эджуорт, дочери своего зятя Ричарда Ловелла Эджуорта и его второй жены. (Сестра Фрэнсиса Фрэнсис Бофорт вышла замуж за Эджворта как его четвертую жену несколькими годами ранее, в 1810-х годах.)
Сохранившаяся переписка Бофорта из более чем 200 писем и журналов содержала части, написанные в личном шифре. Бофорт изменил шифр Vigenère, изменив алфавит шифра, и полученный вариант называется шифром Бофорта. Расшифрованные записи выявили семейные и личные проблемы, в том числе сексуального характера. Похоже, что между 1835 и его браком с Хонорой Эджуорт в ноябре 1838 года он имел кровосмесительные отношения со своей сестрой Гарриет. Его дневниковые записи в зашифрованном виде показывают, что его мучила вина из-за этого.

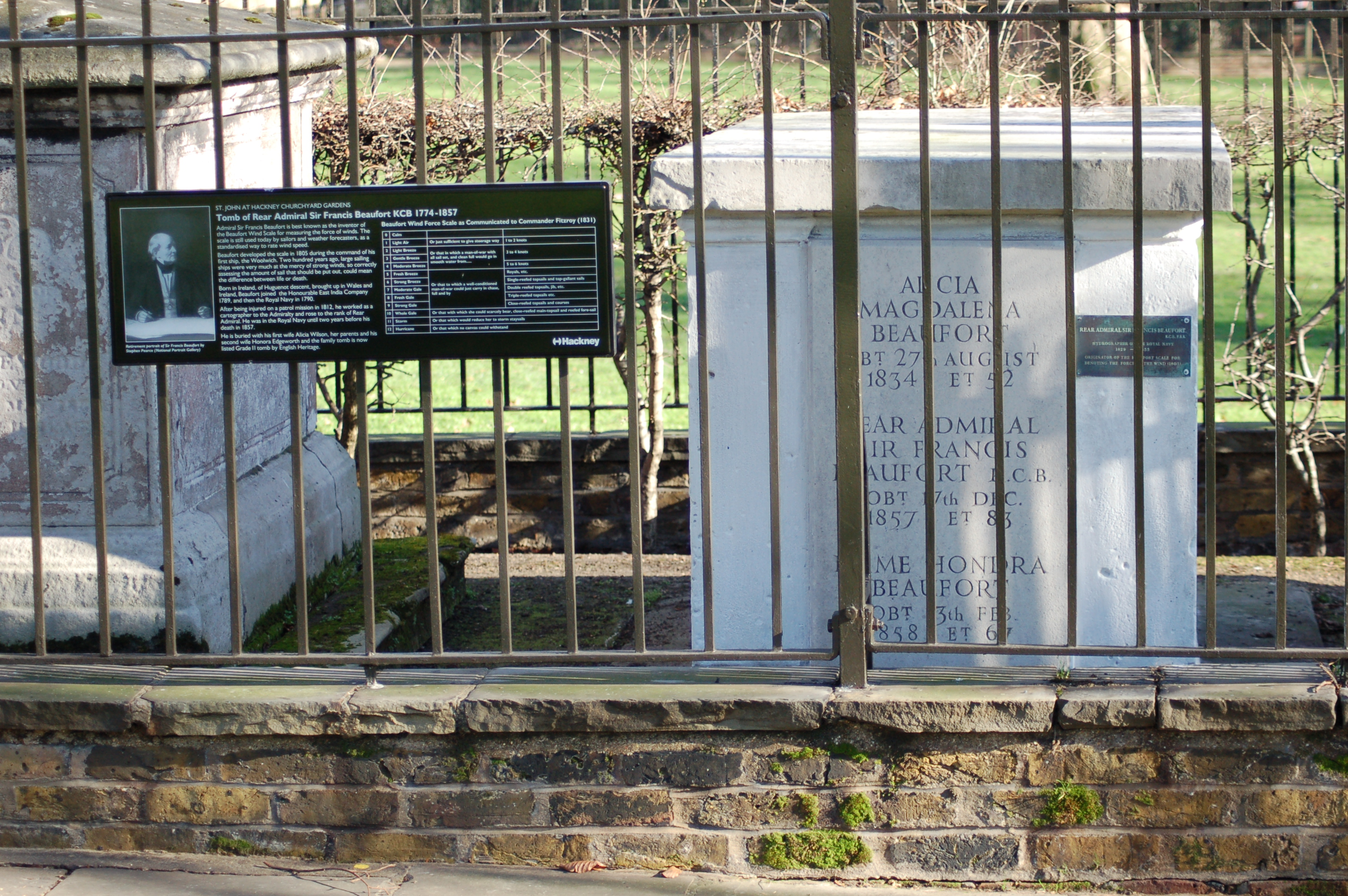
Могила Бофорта на кладбище церкви святого Иоанна, Лондон

Он умер 17 декабря 1857 года в возрасте 83 лет в Хоув, Суссекс, Англия. Он похоронен в церковных садах Святого Иоанна в Хакни, Лондон, где его могилу ещё можно увидеть. Его дом в Лондоне, № 51 Манчестер-стрит, Вестминстер, отмечен исторической синей табличкой, отмечающей его место жительства и достижения.

## Наследие

### Шкала силы ветра
В эти первые годы командования Бофорт разработал первые версии своей шкалы силы ветра и метеорологической нотации, которые он должен был использовать в своих журналах до конца своей жизни. Из круга, представляющего метеостанцию, вырастает посох (скорее, как основа ноты в музыкальной нотации) с одной или несколькими половинками или целыми зубцами. Например, шест с ½ зубцами представляет собой шкалу Бофорта семь по шкале, расшифрованную как 32–38 миль в час, или «умеренный шторм».

### Географическое наследие
В честь Бофорта названо несколько географических объектов. Среди них:
- Море Бофорта (рука Северного Ледовитого океана)
- Остров Бофорта, Антарктика

### Криптографическое наследие
Бофорт создал шифр Бофора. Это замещающий шифр, аналогичный шифру Виженера.
В честь Бофорта названо море в Северном Ледовитом океане у берегов Канады и Аляски, а также остров в Антарктике.